# Oursel-Maison
Oursel-Maison è un comune francese di 264 abitanti situato nel dipartimento dell'Oise della regione dell'Alta Francia.
Il comune si è chiamato Ourcel-Maison, fino al 26 agosto 2004.

## Società

### Evoluzione demografica
Abitanti censiti